# 심재옥
심재옥(沈載玉, 1966년 2월 15일, 충청남도 서천군 ~ )는 대한민국의 정치인이다. 제6대 서울특별시의원을 지냈다.

## 학력
- 정의여자중학교 졸업
- 서천여자고등학교 졸업
- 한양여자전문대학교 식품영양학과 학사 졸업

## 경력
- 민주노동당 중앙위원
- 공익노련 조직국장
- 전문노련 조직부장
- 공공연맹 여성국장·정치국장
- 2002.07 ~ 2006.06 제6대 서울특별시의회 의원
- 2002.07 ~ 2004.07 제6대 서울특별시의회 전반기 재정경제위원회 위원
- 2002.08 ~ 2003.02 제6대 서울특별시의회 전반기 여성특별위원회 위원
- 2003.03 ~ 2003.09 제6대 서울특별시의회 전반기 여성특별위원회 위원
- 2003.10 ~ 2004.10 제6대 서울특별시의회 전반기 여성특별위원회 위원
- 2004.07 ~ 2006.06 제6대 서울특별시의회 후반기 보건사회위원회 위원
- 2004.11 ~ 2005.06 제6대 서울특별시의회 후반기 청계천복원사업특별위원회 위원
- 2005.06 ~ 2005.12 제6대 서울특별시의회 후반기 노인복지지원특별위원회 위원
- 2006 민주노동당 최고위원
- 진보신당 대변인
- 진보신당 여성위원장
- 2011.11 ~ 2012.12 제4대 진보신당 부대표
- 탈핵운동 본부장

## 역대 선거 결과
|  | 6.06% |

|  | 3.00% |